# Val Cairasca
Le val Cairasca est une vallée alpine située dans les Alpes pennines, dans la région d'Ossola (province du Verbano-Cusio-Ossola), dans le Piémont. Il s'agit d'une vallée latérale gauche du val Divedro. Passé la localité de San Domenico di Varzo (1 422 m), la vallée initie une rapide descente vers Varzo pour rejoindre le val Divedro.

## Géographie
Le val Cairasca est irrigué par la rivière Cairasca créée par la confluence de six torrents descendant des glaciers environnants dans la plaine de l'Alpe Veglia.

### Principaux sommets

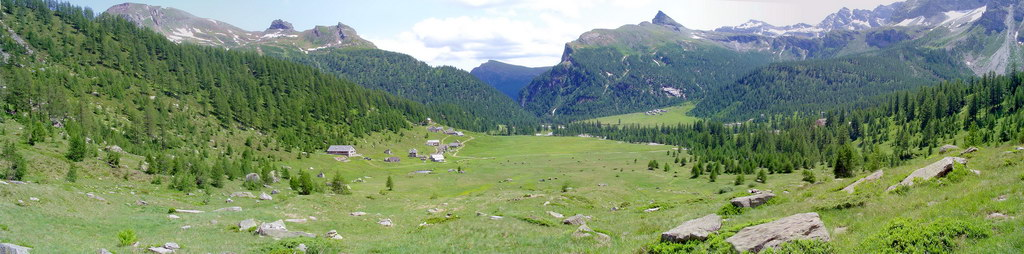
Panorama de l'Alpe Veglia

- Pizzo Diei, (2 906 m)
- Mont Cistella, (2 880 m)
- Mont Teggiolo (2 385 m)